# Oster-Ohrstedt

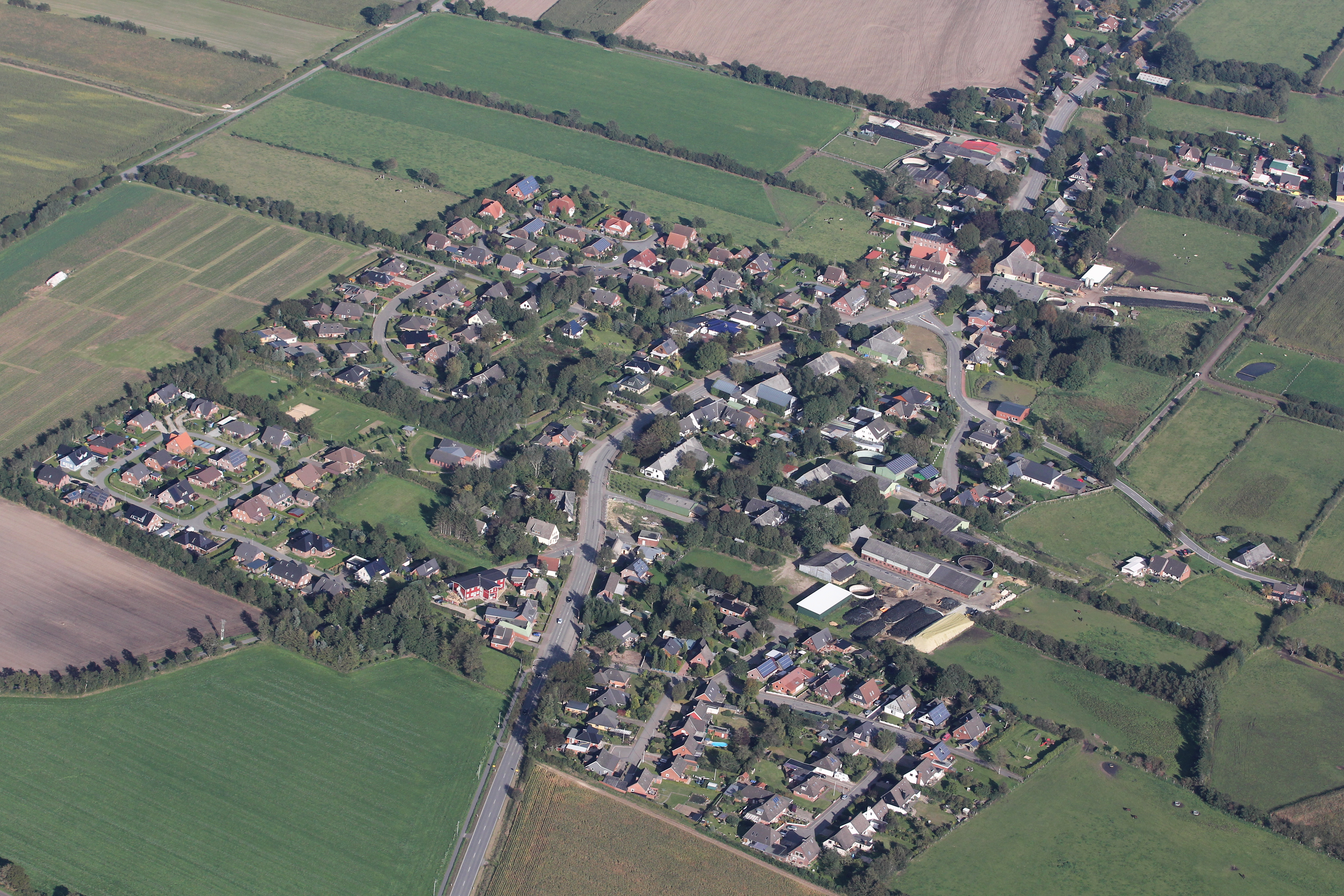
Luftbild (2013)

Oster-Ohrstedt (dänisch: Øster Ørsted, nordfriesisch: Aaster Uurst, niederdeutsch: Ooster-Ohrsteed) ist eine Gemeinde im Kreis Nordfriesland in Schleswig-Holstein.

## Geografie

### Geografische Lage
Oster-Ohrstedt liegt auf dem Höhenrücken der Schleswigschen Geest etwa 14 km östlich von Husum und ca. 18 km westlich von Schleswig.

### Ortsteile
Im Bereich des Gemeindegebiets von Oster-Ohrstedt befinden sich die Wohnplätze des namenstiftenden Dorfes und der Hofsiedlung Backensholz (dän. Baggeskov oder auch Bagskov).
Weitere einzeln besiedelte Fluren sind Oster-Ohrstedtfeld und Oster-Ohrstedtholz. Die Dorflage Oster-Ohrstedts wurde einst erweitert durch das Wohngebiet Luk.

### Nachbargemeinden
|                 | Ahrenviöl                                   | Ahrenviölfeld |
| Wester-Ohrstedt | Kompassrose, die auf Nachbargemeinden zeigt | Treia         |
|                 | Wester-Ohrstedt                             |               |

## Geschichte
Der Ort wurde 1438 erstmals erwähnt. Der Ortsname geht auf altnordisch ārr in der Bedeutung Bote, Engel oder altn. arðr (altdän. arthær) in der Bedeutung Pflug zurück, Ohrstedt hieße demnach Stätte des Boten oder Pflugstätte. Im Jütländischen wird der Ortsname Øster Orste ausgesprochen. Das Gebiet der heutigen Gemeinde war verwaltungsmäßig Bestandteil der Südergoesharde, die zum Idstedsyssel gehörte.
Zwischen 1854 und 1896 hatte Oster-Ohrstedt Anschluss an die Bahnstrecke Flensburg–Husum–Tönning sowie die Bahnstrecke Oster-Ohrstedt–Klosterkrug–Rendsburg. Diese Stellung als Knotenpunkt hat Ohrstedt eingebüßt, die Personenzüge auf der verbliebenen Strecke von Husum über Ohrstedt nach Kiel fahren heute ohne Halt im Kreis Nordfriesland direkt nach Jübek, das mittlerweile die Stellung als Knotenpunkt in dieser Region übernommen hat.
Bis zum Deutsch-Dänischen Krieg 1864 gehörte der Ort zum Kirchspiel Schwesing (Svesing Sogn) innerhalb des zum Dänischen Gesamtstaat gehörenden Herzogtum Schleswig. Nach der Annexion Schleswigs und Holsteins durch Preußen wurde aus dem Kirchspiel Schwesing eine Kirchspielslandgemeinde. Sie umfasste neben Oster-Ohrstedt die fünf Dorfschaften Ahrenviöl, Hochviöl, Immenstedt, Schwesing und Wester-Ohrstedt.
Am 1. April 1934 wurde die Kirchspielslandgemeinde Schwesing aufgelöst. Alle ihre Dorfschaften, Dorfgemeinden und Bauerschaften wurden zu selbständigen Gemeinden/Landgemeinden, so auch Oster Ohrstedt.

## Politik

### Gemeindevertretung
Bei der Gemeindewahl am 14. Mai 2023 kamen die Wählergruppen WG A (Wählergruppe A Oster-Ohrstedt) auf sechs und die WG B (Wählergruppe B Oster-Ohrstedt) auf drei Sitze.

### Bürgermeister
Für die Wahlperiode 2023–2025  wurde Andreas Ahrens zum Bürgermeister gewählt.

## Wirtschaft und Verkehr
Neben der Landwirtschaft ist die Wohnnutzung für die Gemeinde prägend. Zudem gibt es in der Gemeinde einen Solarpark, zwei Biogasanlagen und einen Windpark.
Durch die Gemeinde verläuft die Bundesstraße 201. Über sie ist der Ort an die nächstgelegenen Mittelzentren Husum und Schleswig angebunden. Ohne einen eigenen Halt zu haben, wird das Gemeindegebiet von der Bahnstrecke Jübek–Husum durchquert. Die beiden nächstgelegenen Bahnhöfe sind die Stationen in Husum und Jübek.

## Bildungs- und Freizeiteinrichtungen
Im Gemeindegebiet befindet sich mit der Grund- und Gemeinschaftsschule Viöl-Ohrstedt-Haselund der zentrale Schulstandort der umliegenden Gemeinden.
Die in direkter Nachbarschaft der Schule bestehenden Sportanlagen des Sportzentrum (SZ) Ohrstedt werden vom gleichnamigen, seit 1972 bestehenden Sportverein genutzt. Angebotene Sportarten sind zum Beispiel Faustball, Handball, Tischtennis, Step Aerobic, Jazz Dance, Gymnastik. Im Sommer ist ein Freibad geöffnet.